# Gold certificate
Gold certificate – rodzaj banknotów denominowanych w dolarach amerykańskich emitowanych w Stanach Zjednoczonych w latach 1863–1933. Gwarantowały posiadaczowi wymianę na złoto. Ich głównym zastosowaniem były rozliczenia pieniężne instytucji rządowych i banków. Dziś formalnie nadal ważne jako banknoty, jednak nie są spotykane w obiegu, natomiast posiadają wysoką wartość kolekcjonerską.
Wyemitowano następujące nominały:
- 10$
- 20$
- 50$
- 100$
- 500$
- 1000$
- 5000$
- 10 000$
- 100 000$ – banknot ten nigdy nie wszedł do publicznego obiegu, służył jedynie w transakcjach wewnętrznych rządu federalnego i banków.